# Hospital San Juan de Dios (Esplugas de Llobregat)
El Hospital Sant Joan de Déu es un hospital universitario español, especializado en pediatría, ginecología y obstetricia. Aunque generalmente es referido como un hospital barcelonés, al ser fundado en la capital catalana en 1867, desde 1973 sus instalaciones se encuentran en el vecino municipio de Esplugas de Llobregat.
Es un centro de titularidad privada concertado por el CatSalut, integrado en la Red Hospitalaria de Utilización Pública (XHUP), que pertenece a la Orden Hospitalaria de San Juan de Dios.

## Historia
En 1867 Benito Menni, sacerdote italiano de la Orden Hospitalaria de San Juan de Dios, fundó en el municipio de Gracia el Asilo Hospital de San Juan de Dios, inicialmente ubicado en la confluencia de las calles Muntaner y Rosellón, donde hoy se ubica el Colegio San Miguel. Fue el primer hospital infantil de España, y originalmente trataba a enfermos de raquitismo y escrófula.
En 1881 el centro inició su traslado al municipio de Las Cortes de Sarriá, en el espacio que hoy ocupa el centro comercial L'illa Diagonal, aprovechando algunas de las fincas de la antingua masía Can Barceló, junto a las que se construyeron nuevas instalaciones. Este traslado se completó en 1907, aunque en los años 1920 se realizaron nuevas reformas para construir una entrada principal de cara a la recién abierta avenida Diagonal.
Al quedarse pequeñas estas instalaciones, en 1973 el centro se trasladó a su actual recinto en Finestrellas, Esplugas de Llobregat, junto al término municipal de Barcelona. Al mismo tiempo, se convirtió en hospital general infantil, pasando a ser centro concertado con la administración.
En 1993 suscribió un acuerdo de colaboración con el Hospital Clínico de Barcelona para convertirse en hospital universitario.
En 2009 las instalaciones se ampliaron con la inauguración del nuevo hospital psiquiátrico infantil. En 2010 se iniciaron las obras de remodelación y ampliación de todo el recinto, todavía en curso.